# Vieilley
Vieilley est une commune française située dans le département du Doubs, la région culturelle et historique de Franche-Comté et la région administrative Bourgogne-Franche-Comté.

## Géographie
Vieilley est situé à 12 km (à vol d'oiseau) au nord-est de Besançon, à environ 250 m d'altitude. Le village s'étend sur le sud de la vallée de l'Ognon et le nord de la Grande Côte, au pied du fort de la Dame Blanche (fort de Chailluz ou Kirgener). Vieilley est frontalier avec la Haute-Saône, au nord-ouest du département du Doubs.
La commune de Vieilley a une superficie de 9,43 km2 limitée au nord par l'Ognon, au sud par Besançon, la Grande Côte et la forêt de Chailluz (où l'on trouve le point culminant de la commune à 593 m) et à l'ouest par Mérey-Vieilley.

### Accès
Vieilley est située au bord de la route départementale de Devecey à Moncey. L'autoroute la plus proche est l'A36 à Marchaux, à environ 11 km. Au sud de Vieilley passe la ligne TGV Mulhouse - Besançon - Lyon.
La commune est desservie par la ligne  65  du réseau de transport en commun Ginko.

### Climat
Pour des articles plus généraux, voir Climat de la Bourgogne-Franche-Comté et Climat du Doubs.
En 2010, le climat de la commune est de type climat de montagne, selon une étude du Centre national de la recherche scientifique s'appuyant sur une série de données couvrant la période 1971-2000. En 2020, Météo-France publie une typologie des climats de la France métropolitaine dans laquelle la commune est exposée à un climat semi-continental et est dans la région climatique  Jura, caractérisée par une forte pluviométrie en toutes saisons (1 000 à 1 500 mm/an), des hivers rigoureux et un ensoleillement médiocre. 
Pour la période 1971-2000, la température annuelle moyenne est de 10,7 °C, avec une amplitude thermique annuelle de 17,5 °C. Le cumul annuel moyen de précipitations est de 1 106 mm, avec 13,8 jours de précipitations en janvier et 9,7 jours en juillet. Pour la période 1991-2020, la température moyenne annuelle observée sur la station météorologique de Météo-France la plus proche, « Pouligney », sur la commune de Pouligney-Lusans à 10 km à vol d'oiseau, est de 10,9 °C et le cumul annuel moyen de précipitations est de 1 214,6 mm. 
La température maximale relevée sur cette station est de 40 °C, atteinte le 25 juillet 2019 ; la température minimale est de −23 °C, atteinte le 20 décembre 2009,,. 
Les paramètres climatiques de la commune ont été estimés pour le milieu du siècle (2041-2070) selon différents scénarios d'émission de gaz à effet de serre à partir des nouvelles projections climatiques de référence DRIAS-2020. Ils sont consultables sur un site dédié publié par Météo-France en novembre 2022.

## Urbanisme

### Typologie
Au 1er janvier 2024, Vieilley est catégorisée bourg rural, selon la nouvelle grille communale de densité à 7 niveaux définie par l'Insee en 2022.
Elle est située hors unité urbaine. Par ailleurs la commune fait partie de l'aire d'attraction de Besançon, dont elle est une commune de la couronne,. Cette aire, qui regroupe 310 communes, est catégorisée dans les aires de 200 000 à moins de 700 000 habitants,.

### Occupation des sols
L'occupation des sols de la commune, telle qu'elle ressort de la base de données européenne d’occupation biophysique des sols Corine Land Cover (CLC), est marquée par l'importance des territoires agricoles (49,1 % en 2018), en diminution par rapport à 1990 (50,4 %). La répartition détaillée en 2018 est la suivante : 
forêts (45,9 %), terres arables (30,2 %), zones agricoles hétérogènes (10,3 %), prairies (8,7 %), zones urbanisées (4,9 %), eaux continentales (0,1 %). L'évolution de l’occupation des sols de la commune et de ses infrastructures peut être observée sur les différentes représentations cartographiques du territoire : la carte de Cassini (XVIIIe siècle), la carte d'état-major (1820-1866) et les cartes ou photos aériennes de l'IGN pour la période actuelle (1950 à aujourd'hui).

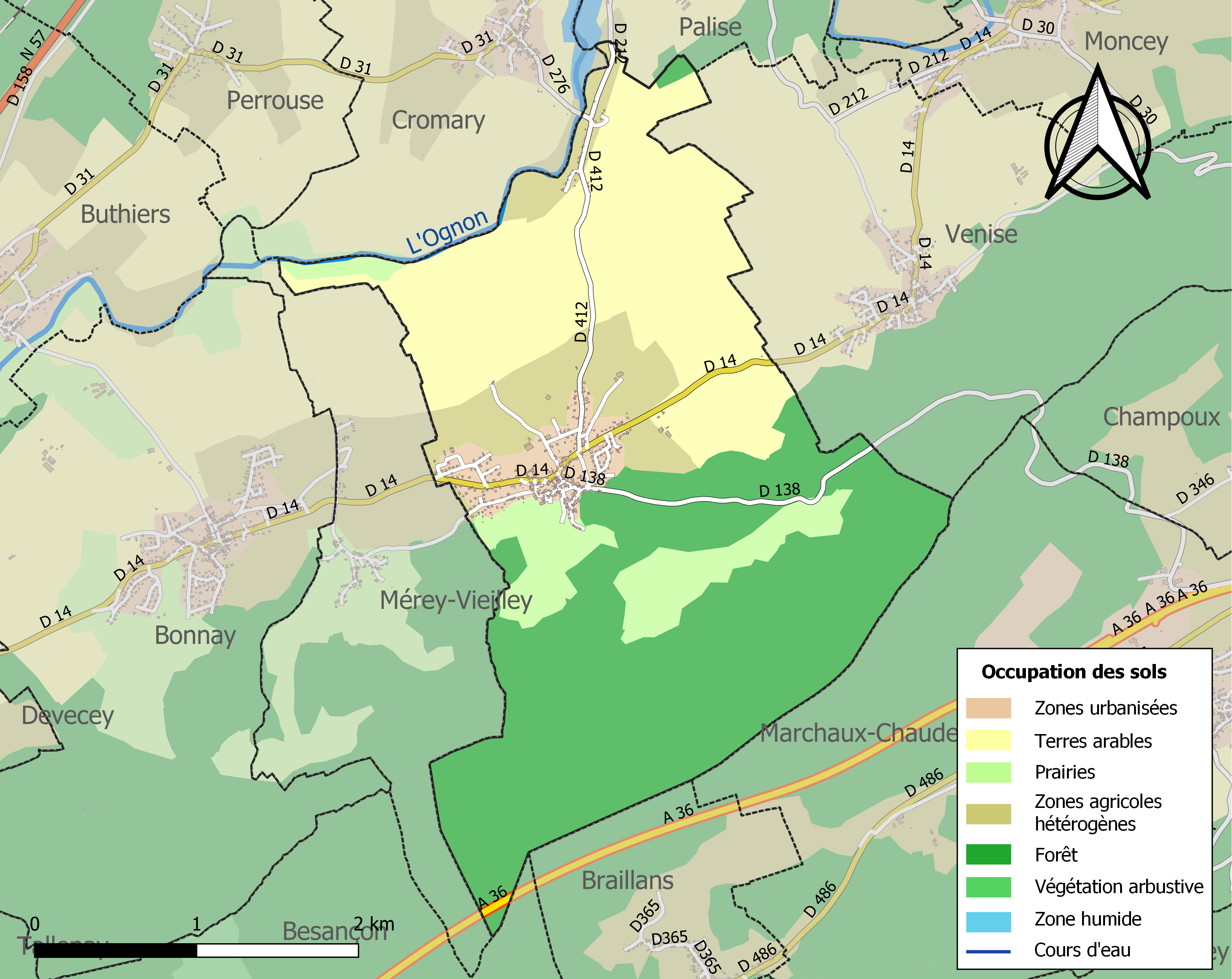
Carte des infrastructures et de l'occupation des sols de la commune en 2018 (CLC).

## Toponymie
Villiacus en 1049 ; De Villeyaco en 1143 ; Fertalita de Veilley en 1260 ; Ecclesia de Veilley au XIIIe siècle ; De Veilley au XIVe siècle ; Veilley en 1343.

## Histoire

### Antiquité
En 1992, Daniel Daval a découvert à Vieilley des restes de céramique sigillée, caractéristique de l'Antiquité romaine. On les attribuent à la céramique d'Argonne, répandue surtout en Antiquité tardive (à partir du IIIe siècle apr. J.-C.). Les découvertes ne permettent cependant pas de conclure que la région était déjà peuplée à cette époque, il est plutôt probable qu'elles proviennent de la voie ralliant par l'Ognon Luxeuil à Besançon.

### Moyen Âge
En 895, Vieilley est documenté pour la première fois. L'église Saint-Léger date également de la fin du IXe siècle. Au Moyen Âge le village appartenait à l'abbaye Saint-Étienne de Besançon. En 1258, Étienne de Chassagne fait construire le château de Vieilley, qui sera détruit par les troupes de Louis XI en 1470, puis reconstruit de suite.

### Époque moderne
Lors de la guerre de Trente Ans les troupes du duc Bernard de Saxe-Weimar seront stationnées en juillet 1637 à Vieilley et Cromary en attendant les renforts venant de Montbéliard, menés par le Comte de Concey. Ensemble ils participeront à la campagne pour libérer la Franche-Comté de l'envahisseur lorrain.
Lors des années précédentes Vieilley avait souffert à plusieurs reprises de pillages et saccages menés par des soldats errants dans les environs, comme  les communes des alentours et de nombreuses autres régions d'Europe pendant la guerre. Le château ne sera également pas épargné : il se voit incendié par les troupes suédoises en 1642. Dans le traité de Nimègue Vieilley et le reste de la Franche-Comté reviennent définitivement à la France.
Au début du XVIIIe siècle l'archevêque de Besançon acquit la possession du château de Vieilley. L'archevêque François-Joseph de Grammont meurt ici en 1717 après avoir royalement aménagé le château. Il avait eu plusieurs conflits à résoudre avec le Parlement de Besançon sur les débats autour du jansénisme et de la bulle Unigenitus. Lors de la Révolution française le château devient propriété d'état et est vendu en 1792.

### Époque contemporaine

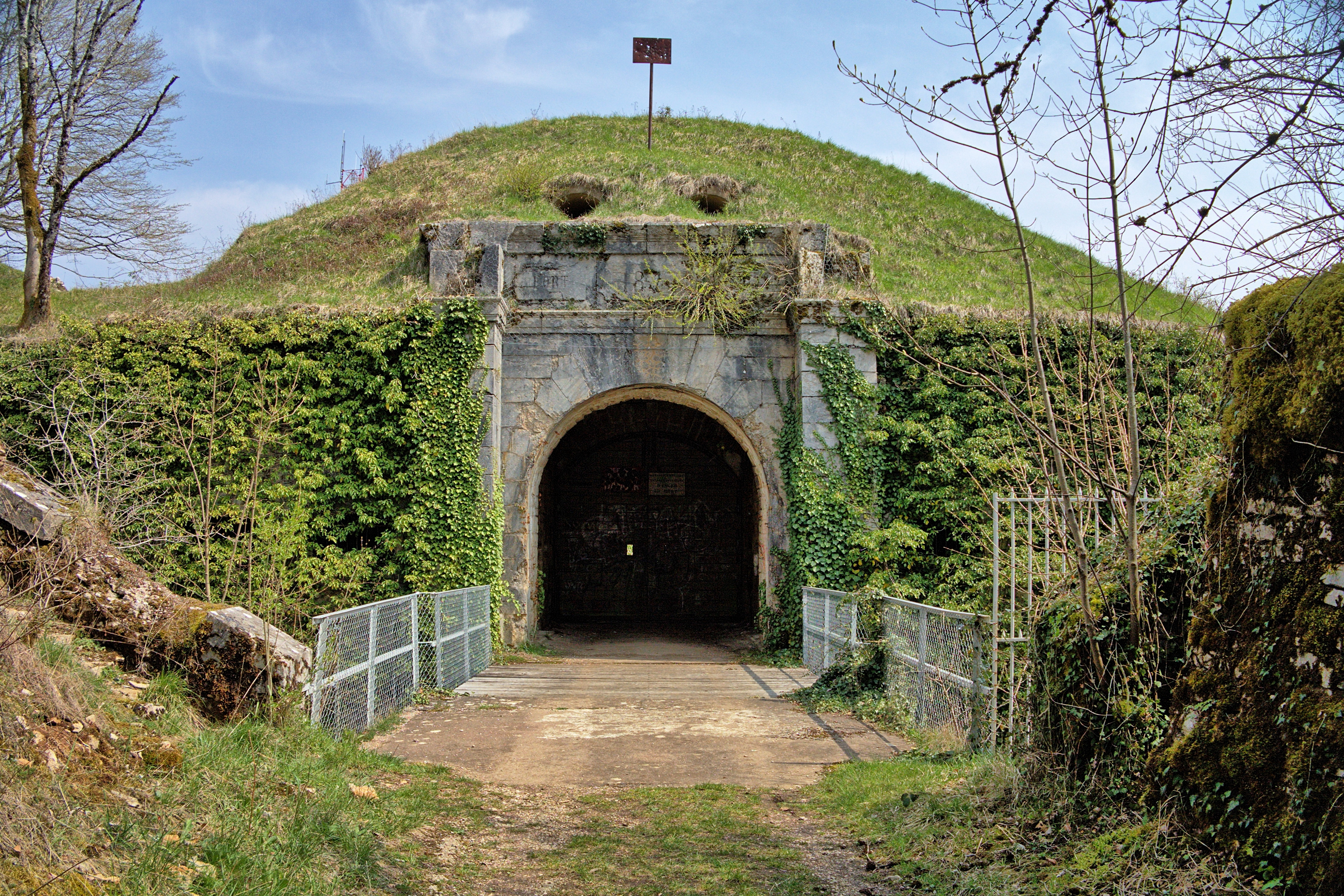
Fort de Chailluz ou Kirgener.

Entre 1875 et 1878 est construit, au-dessus de Vieilley, dans la forêt de Chailluz, le fort Chailluz ou Kirgener qui offre de la place pour 600 hommes. Il s'aligne dans les nombreuses fortifications autour de Besançon (la citadelle étant probablement la plus célèbre) chargées de la défense de la ville. Après la défaite dans la guerre franco-allemande de 1870-1871, plusieurs forts ont été construits pour renforcer les systèmes défensifs, dont le fort de Chailluz fait partie.
Lors de la Première Guerre mondiale le château est réquisitionné par la cavalerie française. Aujourd'hui un monument dans la rue du Général-Charles-de-Gaulle rappelle les morts originaires de Vieilley. 
Pendant la Deuxième Guerre mondiale Vieilley est un lieu important de la Résistance : l'opposition locale s'organise dans le maquis de Vieilley. Il réalise entre autres avec succès des actes de sabotages sur la ligne ferroviaire de Besançon pour ainsi interrompre les transports allemands. 
L'anglais George Millar joue un rôle important lors de la Résistance à Vieilley. Le soldat de la Special Operations Executive se fait parachuter au-dessus de la région en août 1944 et soutiendra à partir de là le maquis de Vieilley. Il se chargera entre autres de la formation militaire du maquis. Le 15 août, Vieilley est encerclé par les Allemands qui fouillent l'ensemble du village et arrêtent le chef du maquis local. Il réussira à fuir le jour même et pourra continuer de travailler pour la résistance. 
Le 16 novembre 1944 les chars français de la 1re Division blindée traversent Vieilley dans le cadre de la Libération.

## Politique et administration

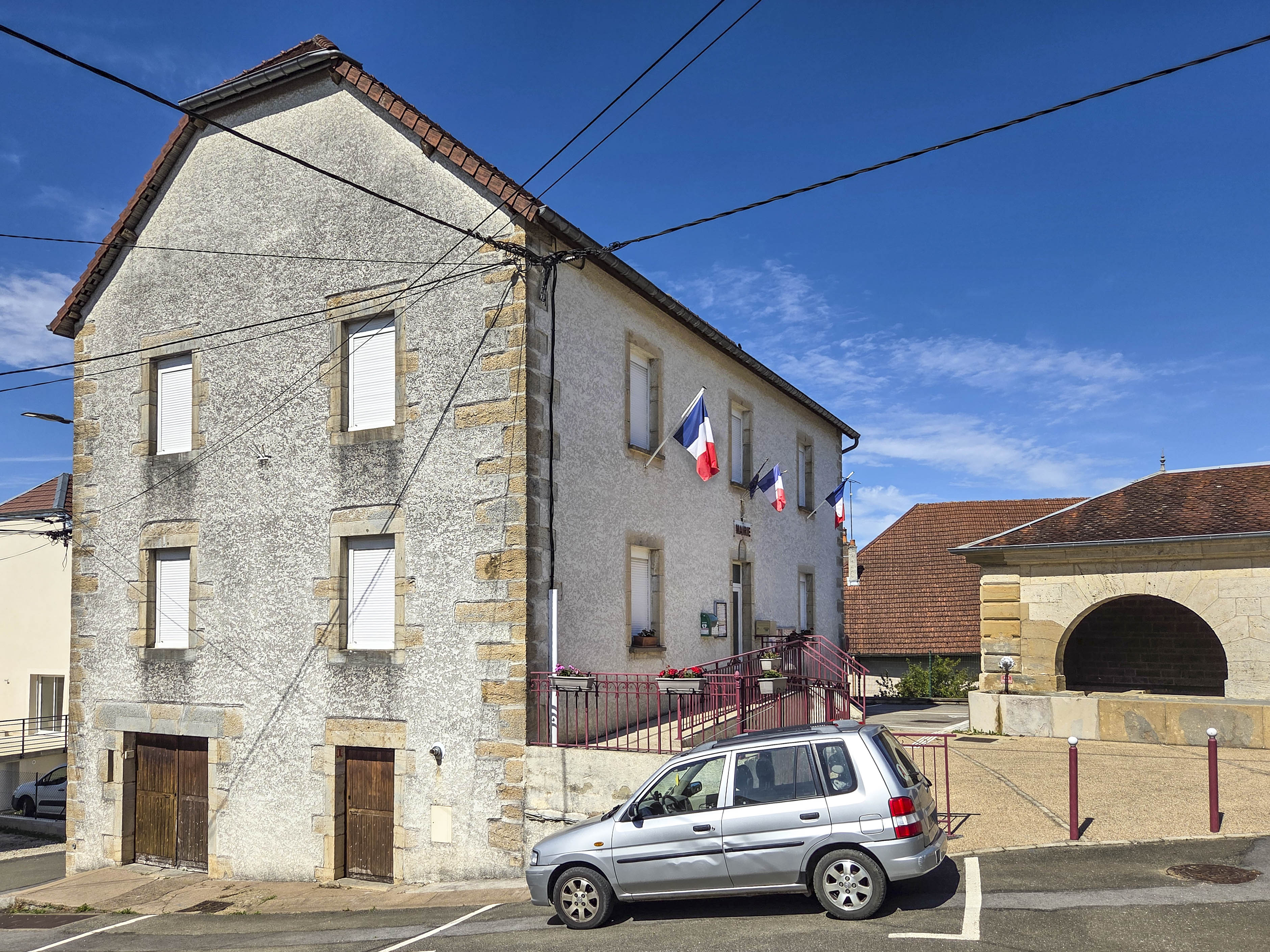
La mairie.

| Période                                  | Période  | Identité               | Étiquette | Qualité                     |
| ---------------------------------------- | -------- | ---------------------- | --------- | --------------------------- |
| mars 2002                                | 2008     | Bernard Bourgeois      |           |                             |
| mars 2008                                | 2014     | André Mathez           |           |                             |
| mars 2014                                | mai 2020 | Christiane Zobenbuller | SE        | Retraitée Fonction publique |
| mai 2020                                 | En cours | Franck Raclot          | LR        | [ 28 ]                      |
| Les données manquantes sont à compléter. |          |                        |           |                             |

## Démographie
L'évolution du nombre d'habitants est connue à travers les recensements de la population effectués dans la commune depuis 1793. Pour les communes de moins de 10 000 habitants, une enquête de recensement portant sur toute la population est réalisée tous les cinq ans, les populations de référence des années intermédiaires étant quant à elles estimées par interpolation ou extrapolation. Pour la commune, le premier recensement exhaustif entrant dans le cadre du nouveau dispositif a été réalisé en 2006.

En 2022, la commune comptait 667 habitants, en évolution de −5,12 % par rapport à 2016 (Doubs : +1,88 %, France hors Mayotte : +2,11 %).
| 1793 | 1800 | 1806 | 1821 | 1831 | 1836 | 1841 | 1846 | 1851 |
| ---- | ---- | ---- | ---- | ---- | ---- | ---- | ---- | ---- |
| 399  | 293  | 451  | 435  | 459  | 449  | 442  | 441  | 448  |

| 1856 | 1861 | 1866 | 1872 | 1876 | 1881 | 1886 | 1891 | 1896 |
| ---- | ---- | ---- | ---- | ---- | ---- | ---- | ---- | ---- |
| 387  | 417  | 461  | 448  | 424  | 401  | 410  | 404  | 374  |

| 1901 | 1906 | 1911 | 1921 | 1926 | 1931 | 1936 | 1946 | 1954 |
| ---- | ---- | ---- | ---- | ---- | ---- | ---- | ---- | ---- |
| 375  | 357  | 351  | 307  | 314  | 325  | 310  | 278  | 280  |

| 1962 | 1968 | 1975 | 1982 | 1990 | 1999 | 2006 | 2011 | 2016 |
| ---- | ---- | ---- | ---- | ---- | ---- | ---- | ---- | ---- |
| 241  | 246  | 372  | 432  | 525  | 587  | 707  | 697  | 703  |

| 2021 | 2022 | - | - | - | - | - | - | - |
| ---- | ---- | - | - | - | - | - | - | - |
| 675  | 667  | - | - | - | - | - | - | - |

## Vie locale

### Enseignement
Une école primaire très moderne construite en 2004 par l'architecte Bernard Quirot reçoit les élèves de Vieilley mais également des villages environnants.
Initialement un deuxième bâtiment était prévu qui devait héberger une bibliothèque et cantine, mais ce plan ne fut pas réalisé, Une petite bibliothèque est installée dans la mairie. Elle propose un choix de livres principalement pour les jeunes. Elle ouvre une fois par semaine et propose des livres du Bibliobus, géré par la bibliothèque municipale de Besançon pour les environs de Besançon.

### Équipements
La salle polyvalente est régulièrement utilisée pour des manifestations culturelles telles des concerts ou des pièces de théâtre.

### Sports
Près de la salle se trouve un terrain de foot et un terrain de tennis.
Près du fort de Chailluz se trouve une piste de décollage pour parapente.

### Commerce
Une épicerie local, totalement rénovée, qui a rouvert en 2021. Elle propose de nombreux produits de première nécessité, dépôt de pain.

## Économie
Vieilley est une commune principalement marquée par l'agriculture et l'exploitation forestière. Depuis plusieurs décennies elle accueille également de plus en plus de familles banlieusardes travaillant dans l'agglomération bisontine.
En dehors d'une épicerie on ne trouve pas de commerce à Vieilley. Le supermarché le plus proche est celui de Devecey.

## Lieux et monuments
- Le château de Vieilley.
- L'église Saint Léger du XVIIIe siècle avec son clocher comtois.
- Les fontaines-lavoirs.
- Le pont sur l'Ognon.

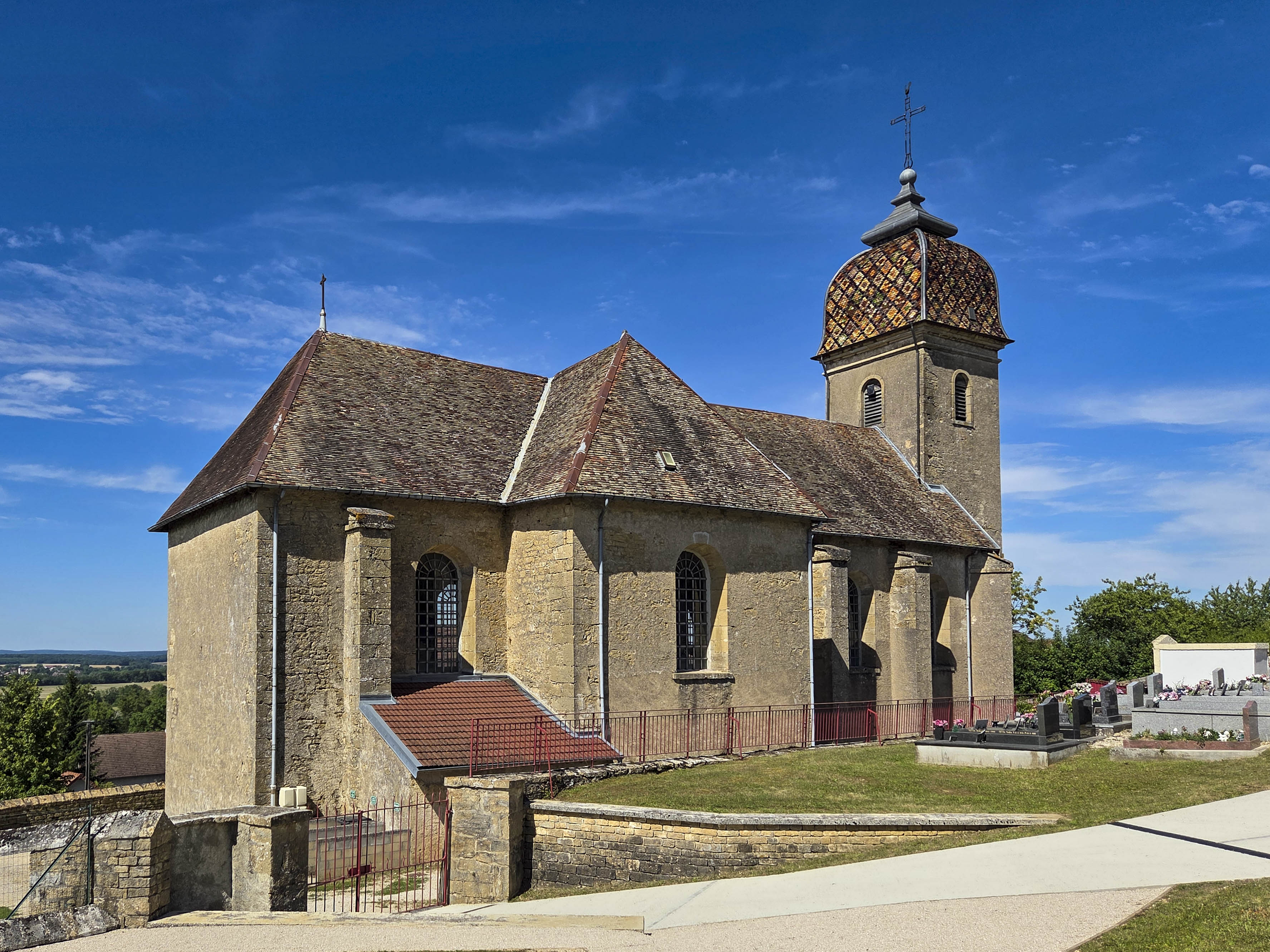
L'église Saint-Léger.
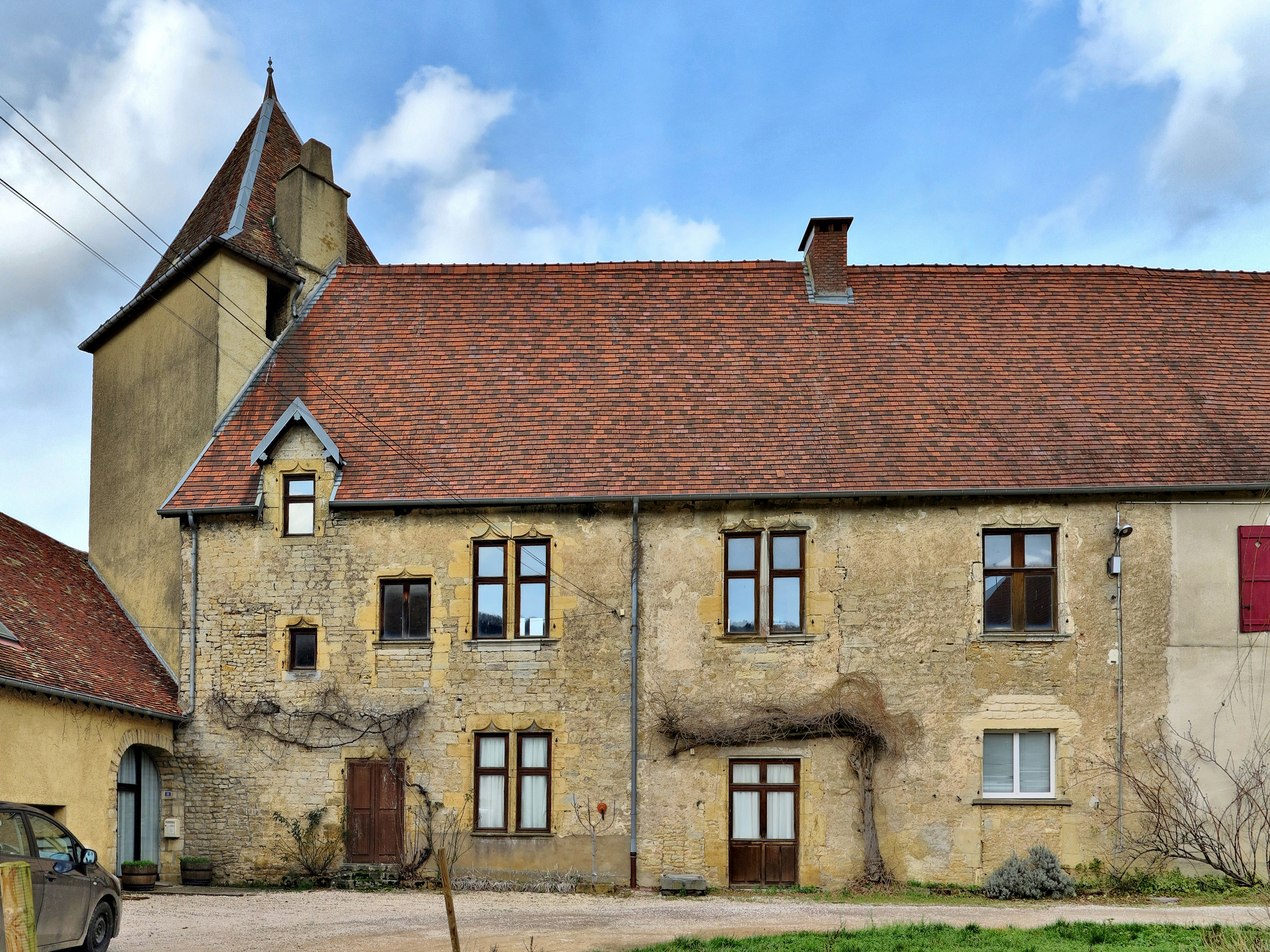
Le château.
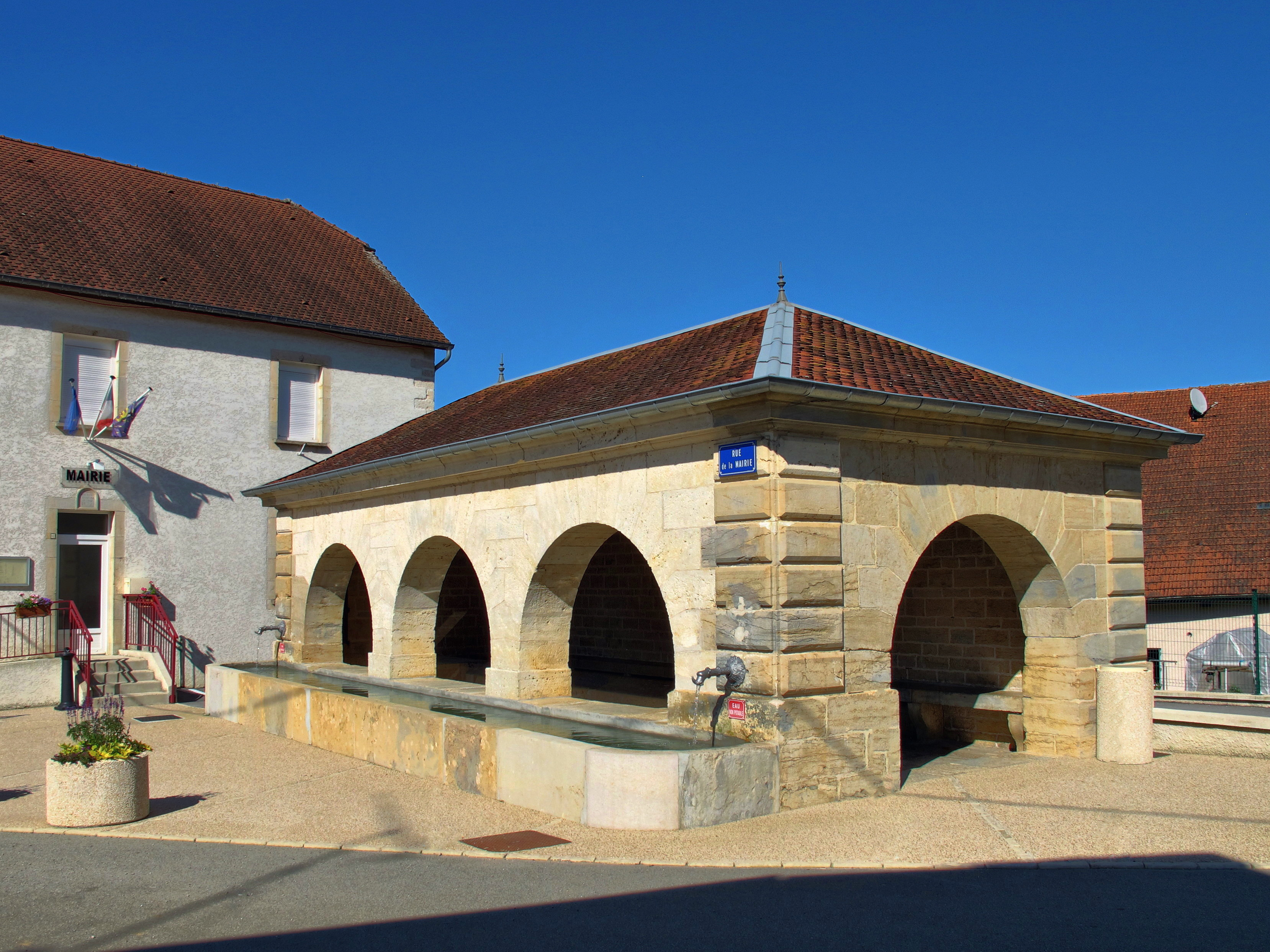
Le lavoir-abreuvoir couvert.
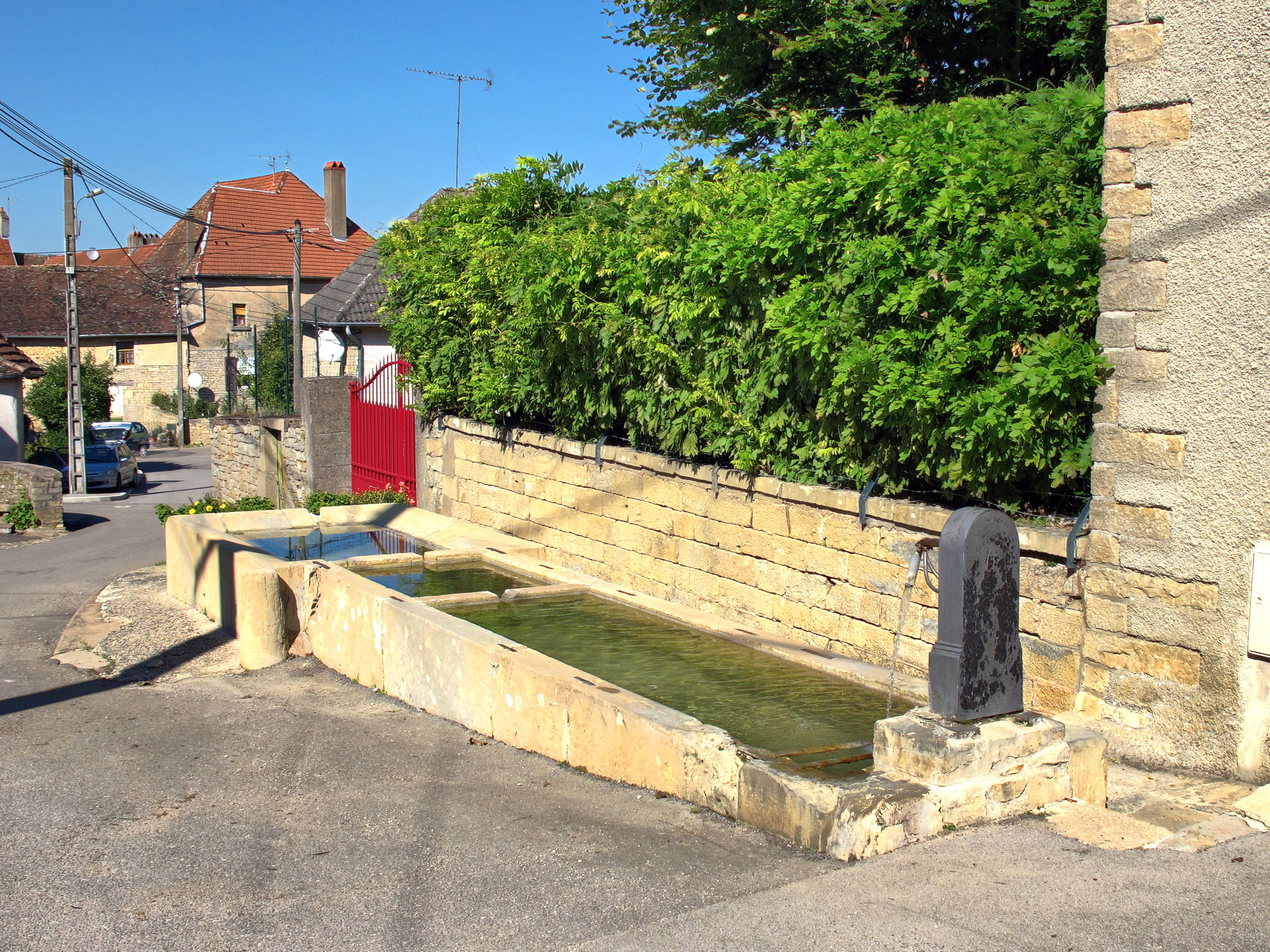
La fontaine-lavoir-abreuvoir.
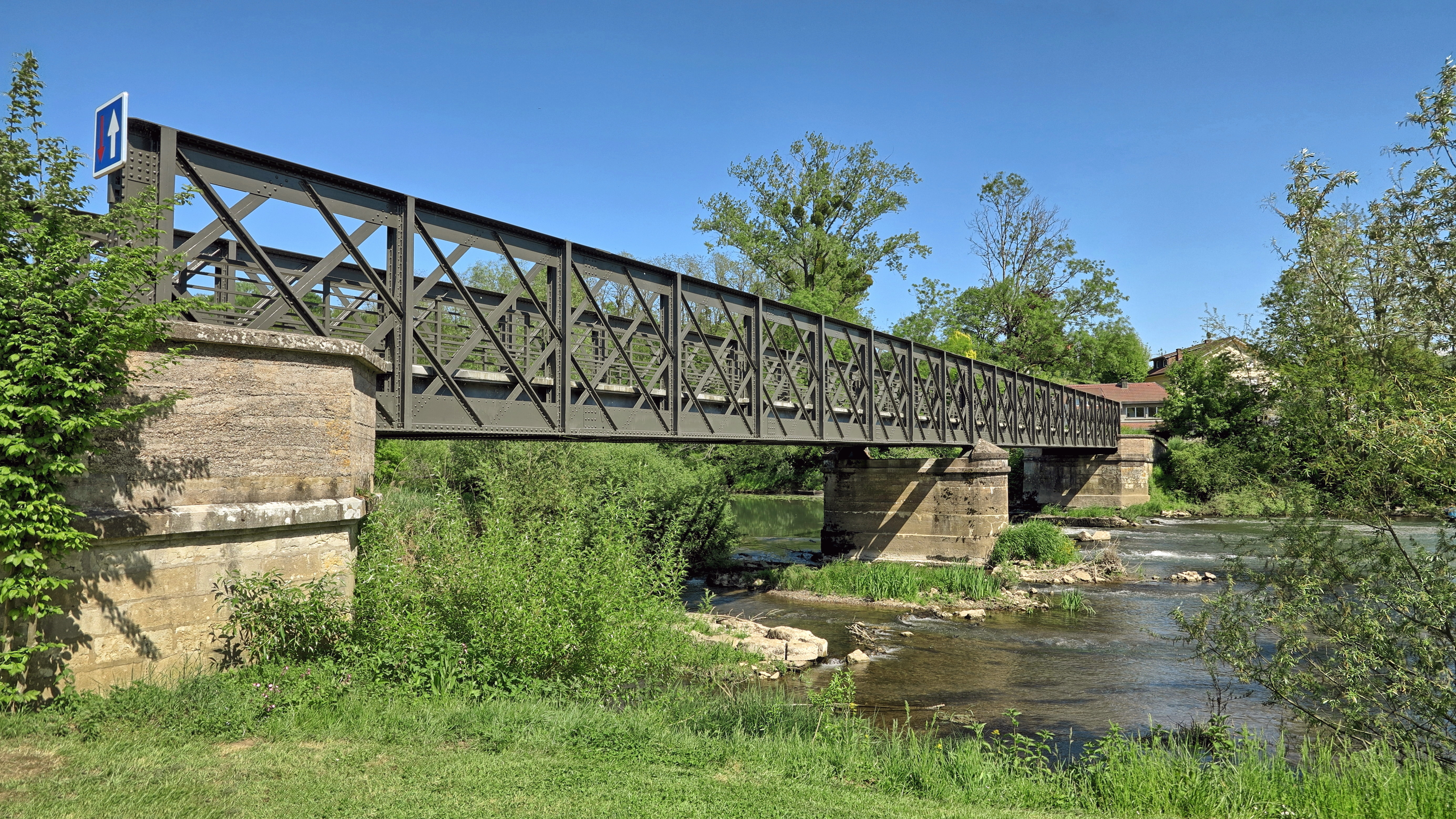
Le pont sur l'Ognon.

## Héraldique
| Blason de Vieilley | Blason  | Palé contre-palé d'argent et de pourpre, à la divise d'or brochant sur la partition, à la roue de moulin de sinople brochant en coeur sur le tout. |
| Blason de Vieilley | Détails | Le statut officiel du blason reste à déterminer.                                                                                                   |